# Steropleurus castellanus
Steropleurus castellanus is een rechtvleugelig insect uit de familie van de sabelsprinkhanen (Tettigoniidae). De wetenschappelijke naam van deze soort is voor het eerst voorgesteld als Ephippiger (Steropleurus) castellanus door Ignacio Bolívar in een publicatie uit 1878.
Deze soort komt in voor Noord-Spanje.